# Мороз Володимир Володимирович
Володи́мир Володи́мирович Моро́з (біл. Уладзімір Уладзіміравіч Мароз; нар. 4 вересня 1985, Жодино, Мінська область, Білоруська РСР) — білоруський футболіст, півзахисник.

## Клубна кар'єра
Розпочинав кар'єру в жодінському «Торпедо», після чого грав у різних клубах. У 2007—2008 роках виступав в Україні за дубль запорізького «Металурга».
У січні 2012 року перейшов у могилівський «Дніпро». Як гравець основи допоміг клубу перемогти в Першій лізі 2012. Наступного року також нерідко з'являвся в стартовому складі, переважно на позиції лівого захисника. Сезон 2014 року майже повністю пропустив через травму. У грудні 2014 року залишив «Дніпро» після закінчення контракту та завершив кар'єру гравця.

## Кар'єра в збірній
Грав за молодіжну збірну Білорусі.

## Досягнення
- Перша ліга Білорусі
  -  Чемпіон (1): 2012